# Prisca Singamo
Prisca Singamo (sinh ngày 2 tháng 1 năm 1976) là cựu vận động viên chạy cự ly trung bình người Malawi.
Prisca thi đấu ở nội dung 800 mét nữ tại Thế vận hội Mùa hè 1992 ở Barcelona. Cô đã hoàn thành thứ bảy trong lượt thứ ba và không đủ điều kiện vào vòng bán kết.